# Juan de Mata Carriazo y Arroquia
Juan de Mata Carriazo Arroquia (Jódar, Jaén, 13 de mayo de 1899-Sevilla, 20 de junio de 1989) fue un historiador y arqueólogo español.

## Biografía
Aunque nacido en Jódar desde los dos meses vivió en el municipio de Quesada, ambos pueblos en la provincia de Jaén, donde su padre ejercía como juez. Cursó estudios de Filosofía y Letras en la Universidad de Granada y en la Universidad Complutense de Madrid. Tras terminar sus estudios, ingresó en 1921 en la sección de arqueología del Centro de Estudios Históricos de Madrid donde fue discípulo de Manuel Gómez-Moreno. En 1927 fue nombrado catedrático de Prehistoria e Historia de España Antigua y Medieval en la Universidad de Sevilla, puesto que desempeñó hasta su jubilación en 1969 y desde donde realizó una importante labor docente e investigadora.
Realizó importantes apuntes históricos del hallazgo en 1958 del Tesoro de El Carambolo, apuntando a que se trataba de un yacimiento de la civilización tartésica y anotando que podría tratarse de un tesoro del mismo Argantonio. En los años 50 realizó un importante descubrimiento arqueológico en el Mercadillo del Jueves de Sevilla, encontrando en él el llamado Bronce Carriazo, datado entre 625-575 a. C. Además, en su busca de la capital de Tartessos, realizó numerosas excavaciones en el Valle del Guadalquivir, sin llegar a encontrar nunca la ciudad a pesar de su preparación y ahínco. Fue miembro de la Real Academia de Bellas Artes de San Fernando, Real Academia de la Historia Portuguesa, Real Academia de Bellas Artes de Santa Isabel de Hungría (1958) y Real Academia de Bellas Artes de Nuestra Señora de las Angustias de Granada.

## Honores
- En 1983 fue nombrado Hijo Predilecto de Jódar
- En 1985 fue nombrado Hijo Adoptivo de Sevilla
- En 1987 recibió el nombramiento de Hijo Predilecto de Andalucía.

## Obra
Entre sus numerosas publicaciones se pueden citar: 
- La escultura tartésica. Nuevos cilindros grabados con estilizaciones humanas del eneolítico andaluz.
- Esculturas humanas del cortijo del Álamo.
- Un sarcófago protocristiano en el Prado de Sevilla.
- Dos estelas discoides de Quesada.
- La escultura del Argar en el alto Guadalquivir.
- La boda del Emperador. Notas para una historia del amor en el Alcázar de Sevilla.
- Crónica de Juan II de Castilla
- Los relieves de la guerra de Granada en la sillería del coro de la Catedral de Toledo
- La puerta del anfiteatro en el recinto de Itálica.* Protohistoria de Sevilla. En el vértice de Tartesos.
- Tartessos y El Carambolo.[1]